# Bergkirche St. Michael

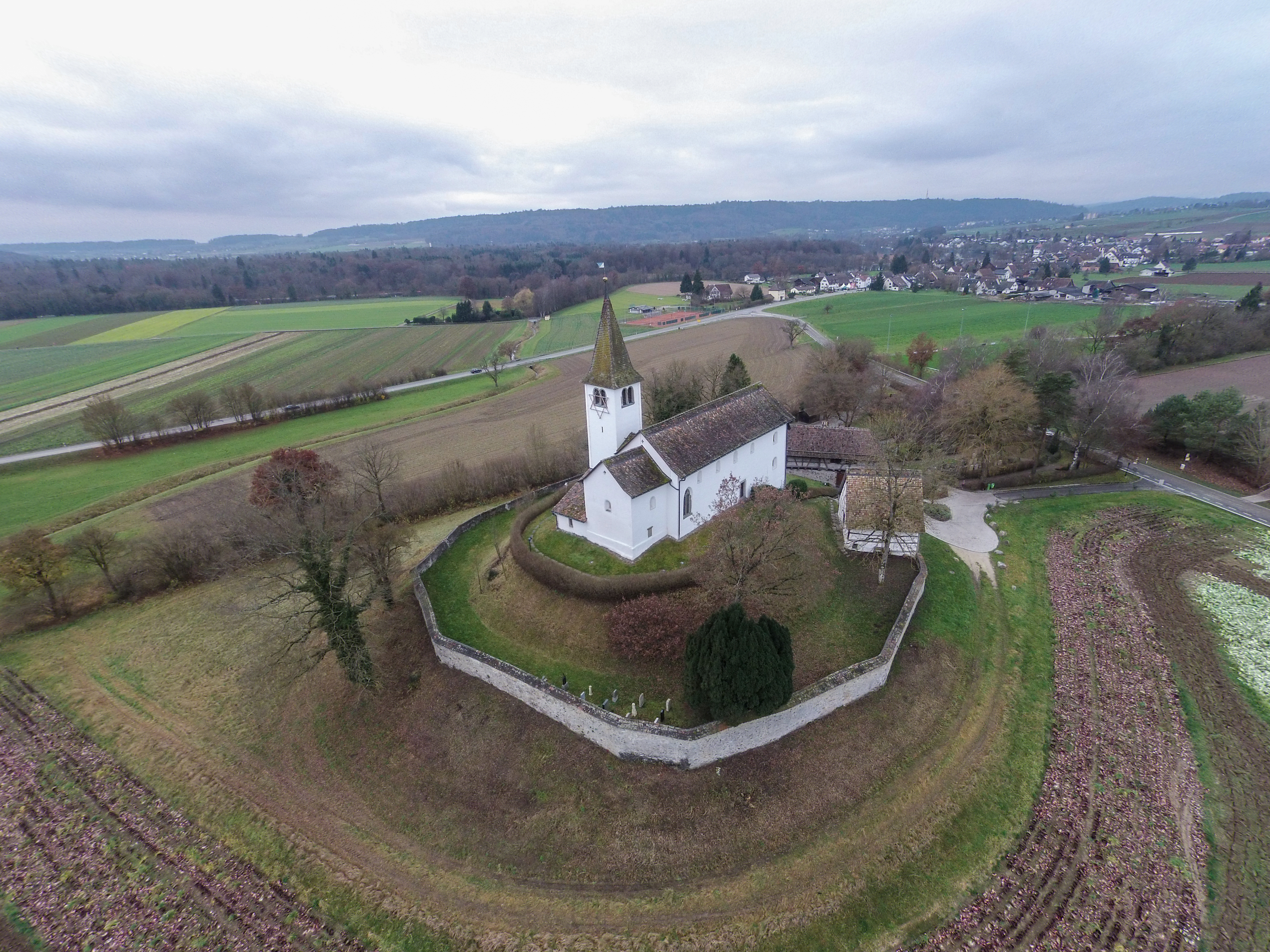
Luftbild der Bergkirche St. Michael

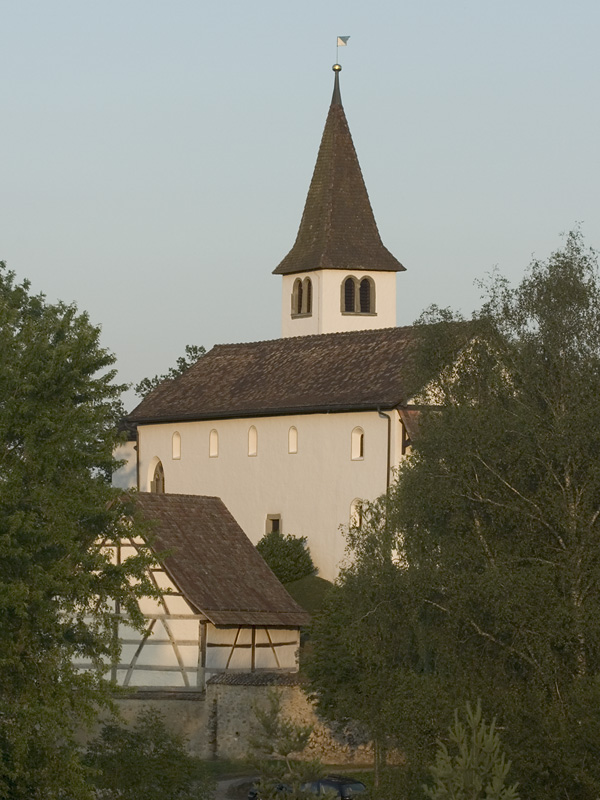
Bergkirche St. Michael

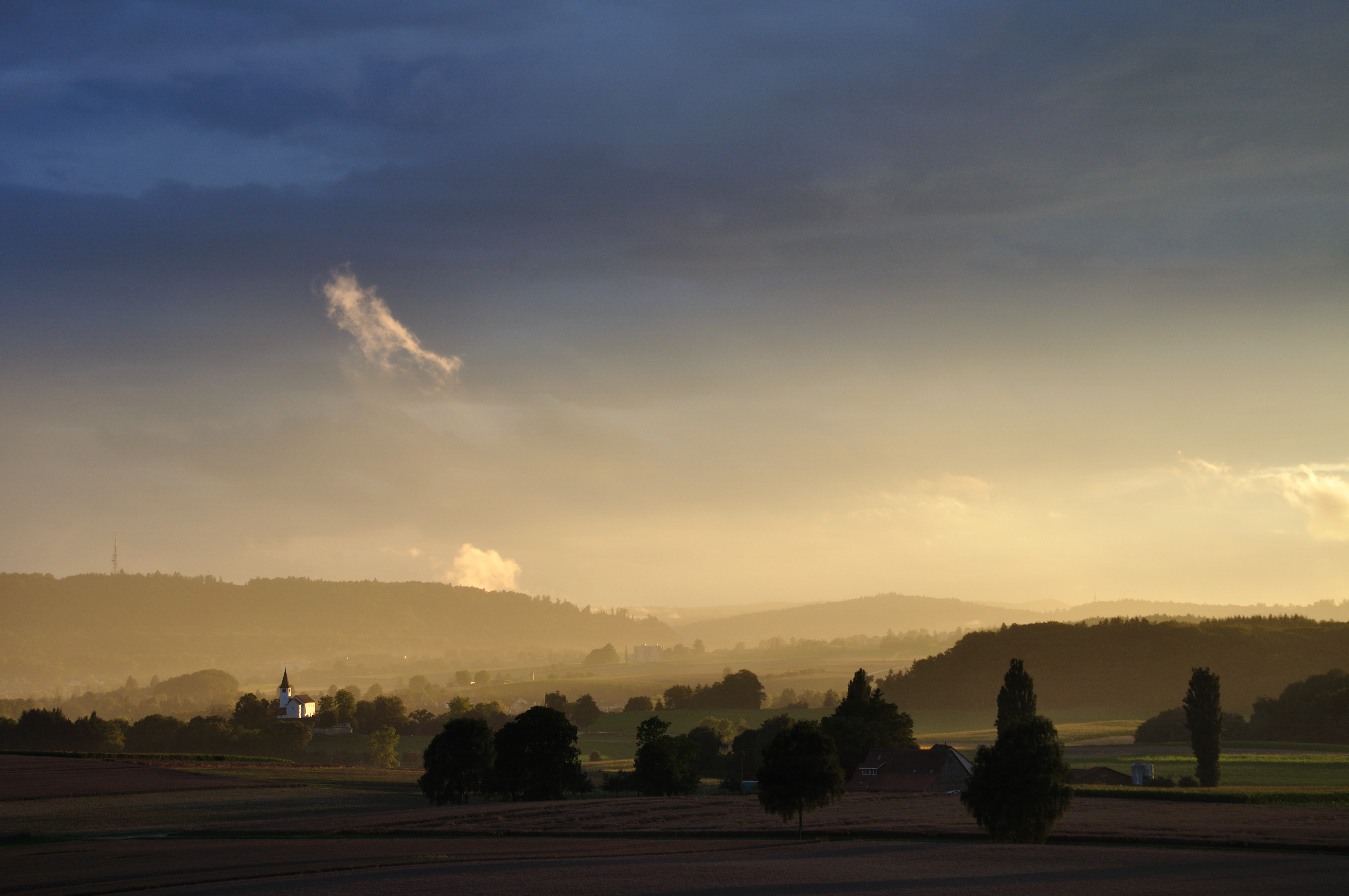
Blick auf die Kirche St. Michael nach einem Regenschauer von Dörflingen aus

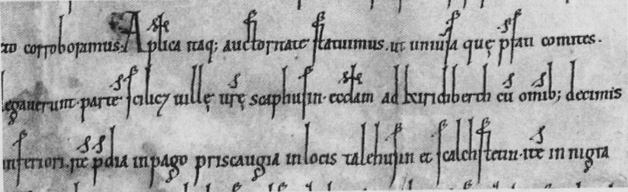
Erstnennung der Bergkirche Büsingen durch Papst Urban II. (ecclesiam ad Kirichberch)

Die romanische Bergkirche St. Michael liegt auf dem Kirchberg (415 m) bei Büsingen am Hochrhein im baden-württembergischen Landkreis Konstanz.

## Pfarrgeschichte
Der Zeitpunkt der Gründung der Kirche ist unbekannt, reicht aber wohl weit vor das Jahr 1000. Sie gilt als eine der frühen Landkirchen des Bistums Konstanz, mit einem umfangreichen Sprengel. Die Bergkirche war Tauf- und Leutkirche für Büsingen, Gennersbrunn, Widlen, Buchthalen, Schaffhausen, Neuhausen, Rheinhard und Mogern. Die Schaffhauser Stadtkirche St. Johann war eine Tochterkirche der Büsinger Bergkirche.
Auf das Jahr 1095 datiert die erste Nennung der Kirche durch Papst Urban II. in einem Schutzbrief an das Kloster Allerheiligen in Schaffhausen (ecclesia ad Kirichberch). Nach 1248 wurde die Büsinger Pfarrkirche vollends in das Kloster Allerheiligen inkorporiert. 1488 wurde die Kirche dem heiligen Michael geweiht. Im Zuge der Reformation schaffte 1529 die Stadt Schaffhausen die Heilige Messe ab, hob das Kloster Allerheiligen auf und führte in allen Pfarreien das Zürcher Bekenntnis ein. Obwohl Büsingen seit 1810 zum Großherzogtum Baden gehörte, hatte die Schaffhauser Landeskirche bis 1843 die kirchlichen Rechte. 1835 wurde im Dorf Büsingen eine neue Kirche gebaut und die Bergkirche diente danach als Sommerkirche.

## Baugeschichte
Kirchenschiff, Sakristei und Turm gehören zu den ältesten, romanischen Bauteilen und datieren wohl auf das 11. und 12. Jahrhundert. Die frühmittelalterliche Lichtführung wird heute nur durch ein spätgotisches Fenster unterbrochen, das zur Zeit der Reformation geschaffen wurde. In dieser Zeit wurden auch der Kirchenschmuck entfernt und die aus gotischer Zeit stammenden Malereien übertüncht. Eine umfangreichere Renovierung im 17. Jahrhundert führte zu einer Verlängerung des Schiffes nach Westen. Alle späteren Restaurierungsmaßnahmen (1823, 1953, 1977, 1979) dienten vor allem dazu, die Kirche in ihrem romanischen Aussehen zu bewahren.

## Beschreibung

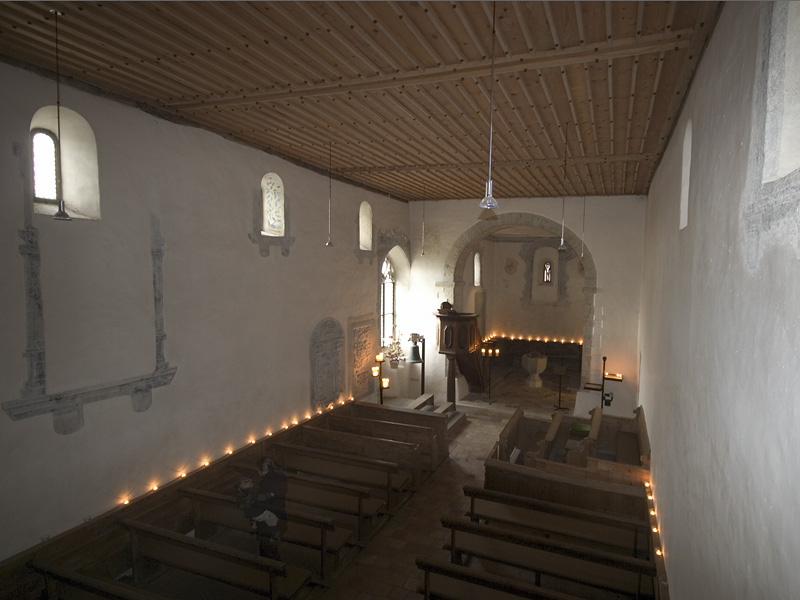
Innenansicht von Kirchenschiff und Chorraum

Die nach Osten ausgerichtete Kirche zeichnet sich aus durch das schlichte, einschiffige Langhaus mit den hoch liegenden kleinen Rundbogenfenstern. Es handelt sich um eine flach gedeckte Saalkirche mit eingezogenen, gerade abgeschlossenem Chorraum. Die beträchtliche Höhe ist typisch für die hochromanische Entstehungszeit. Aus dieser Zeit stammt auch die Wehrmauer, welche die Kirche, das Mesnerhaus und das Wirtschaftsgebäude sowie den Friedhof vollständig umschließt.
In der Mitte des quadratischen Altarraums steht ein einfacher, oktogonaler Taufstein. Aus dem Jahr 1977 stammt das vom Bündner Glasmaler Gian Casty geschaffene Ostfenster, mit der Darstellung des gekreuzigten Christus. In der Nordwand bei der Kanzel befindet sich das während der Reformation eingebaute spätgotische Fenster.

## Orgel
Das Kirchenschiff wird innen von einer flachen, 1953 neu angebrachten Holzdecke abgeschlossen. Auf der einfachen, hölzernen Westempore wurde 1960 eine kleine Orgel aufgestellt, die im Jahr 2000 durch ein neues Instrument aus der Orgelwerkstatt Wegscheider (zweimanualig, 15 Register) ersetzt wurde. Das Instrument hat mechanische Trakturen. Eine Besonderheit sind drei Register des Hauptwerkes, die jeweils über 18 zusätzliche Pfeifen mitteltöniger Stimmung verfügen. Diese können über einen separaten Registerzug aktiviert werden.
| I Hauptwerk C–f3 |                      |       |     |
| 1.               | Principal            | 8′    |     |
| 2.               | Viola da Gamba       | 8′    |     |
| 3.               | Flauten              | 8′    | (M) |
| 4.               | Octave               | 4′    | (M) |
| 5.               | Flöte                | 4′    |     |
| 6.               | Superoktave          | 2′    | (M) |
| 7.               | Mixtur (vorbereitet) | 1 ⁄3′ |     |

| II Brustwerk C–f3 |                 |       |  |
| 08.               | Gedackt         | 8′    |  |
| 09.               | Rohrflöte       | 4′    |  |
| 10.               | Sesquialtera II | 2 ⁄3′ |  |
| 11.               | Flöte           | 2′    |  |
| 12.               | Regal           | 8′    |  |

| Pedalwerk C–d1 |               |     |
| 13.            | Subbass       | 16′ |
| 14.            | Principalbass | 08′ |
| 15.            | Posaunenbass  | 08′ |

- Koppeln: II/I, I/P
- Nebenregister: Kanaltremulant, auf alle Werke wirkend
- Anmerkung

(M) = Register enthält zusätzliche 18 Pfeifen mitteltöniger Stimmung.

## Geläut
Im Turm hängen drei Glocken, mit der Schlagtonfolge cis1–e1–gis1. Im Zweiten Weltkrieg wurden alle drei Glocken für die Rüstungsindustrie beschlagnahmt. Zwei davon kehrten 1948 unversehrt zurück. Die dritte und größte konnte 1978 bei der Glockengießerei Rüetschi in Aarau in Auftrag gegeben werden. 2006 wurde die kleinste, aus dem 13. Jahrhundert stammende Glocke wegen Rissen im Kronarm durch eine neue Glocke aus der Glockengießerei Maria Laach ersetzt. Die historische Glocke bekam in der Kirche einen Platz.

## Nutzung
Nach dem Bau der Dorfkirche (1835) wurde die Bergkirche immer seltener genutzt, hauptsächlich für Beerdigungsgottesdienste. In der heutigen Zeit ist sie eine häufig genutzte Hochzeitskirche, die offen für alle Konfessionen ist. Der Verein Freunde der Bergkirche zu Büsingen e. V. veranstaltet regelmäßig Konzerte. Seit 1993 werden jedes Jahr im August Kammermusiktage veranstaltet. Im Jahre 2004 wurde Andreas Jetter zum Titularorganisten ernannt.

## Landschaftsschutzgebiet
Der 415 Meter hohe Kirchberg, auf dem sich die Bergkirche etwa 25 Meter über die umgebende Landschaft erhebt (Rhein bei Büsingen: 392 m), ist seit 19. April 1939 als Landschaftsschutzgebiet ausgewiesen. Das Gebiet hat die Schutzgebietsnummer 3.35.001 und eine Fläche von 17 Hektar.